# Ferretti (ciclismo)
La Ferretti era una squadra maschile italiana di ciclismo su strada. Attiva nel professionismo dal 1969 al 1972, era sponsorizzata dall'azienda di cucine Ferretti, con sede a Capannoli, e diretta da Alfredo Martini.
La squadra ebbe tra le sue file corridori di livello come Costantino Conti, Gianni Motta, Gösta Pettersson, Italo Zilioli e Wilmo Francioni; partecipò a quattro edizioni del Giro d'Italia, vincendo la classifica finale nel 1971 con Pettersson, e a due Tour de France. Si sciolse a fine 1972, e dalla sua dismissione nacque la Sammontana.

## Cronistoria

### Annuario
| Anno | Codice | Nome     | Cat. | Biciclette        | Dirigenza                                      |
| ---- | ------ | -------- | ---- | ----------------- | ---------------------------------------------- |
| 1969 | -      | Ferretti | Pro  | Ferretti (Zapier) | Dir. sportivi: Alfredo Martini                 |
| 1970 | -      | Ferretti | Pro  | Ferretti (Zapier) | Dir. sportivi: Alfredo Martini, Franco Spadoni |
| 1971 | -      | Ferretti | Pro  | Ferretti (Zapier) | Dir. sportivi: Alfredo Martini, Franco Spadoni |
| 1972 | -      | Ferretti | Pro  | Ferretti (Zapier) | Dir. sportivi: Alfredo Martini, Franco Spadoni |

## Palmarès

### Grandi Giri
- Giro d'Italia

Partecipazioni: 4 (1969, 1970, 1971, 1972)
Vittorie di tappa: 7
1969: 1 (Van Vlierberghe)
1971: 1 (Farisato)
1972: 5 (Motta, 2 Francioni, Pettersson, Van Vlierberghe)
Vittorie finali: 1
1971: (Pettersson)
Altre classifiche: 0
- Tour de France

Partecipazioni: 2 (1970, 1971)
Vittorie di tappa: 3
1970: 1 (Van Vlierberghe)
1971: 2 (Van Vlierberghe, Simonetti)
Vittorie finali: 0
Altre classifiche: 0
- Vuelta a España

Partecipazioni: 0